# Diego de León (metropolitana di Madrid)
Diego de León è una stazione delle linee 4, 5 e 6 della metropolitana di Madrid.
Si trova sotto le vie Francisco de Silvela, Diego de León, Juan Bravo e Conde de Peñalver, nel distretto di Salamanca.

## Storia
La stazione fu aperta al pubblico il 17 settembre 1932 come ramo della linea 2 che collegava le stazioni di Goya e Diego de León. I binari si trovano sotto alla Calle del Conde de Peñalver. Nel 1958 questo tratto venne incorporato alla linea 4 e Diego de León rimase uno dei capolinea della linea fino al 26 marzo 1973 quando fu costruito il nuovo tratto fino ad Alfonso XIII.
Il 2 marzo 1970 furono aperti al pubblico i binari della linea 5. Si trovano sotto alla Calle de Juan Bravo e sono collegati alla stazione della linea 4 attraverso un lungo corridoio situato sotto le vie Juan Bravo e Conde de Peñalver.
L'11 ottobre 1979 furono inaugurati i binari della linea 6, sotto alla Calle de Francisco Silvela. Comunicano con la linea 5 attraverso un corridoio sotto alla Calle de Juan Bravo che permette arrivare alle altre parti della stazione.

## Accessi
Ingresso Diego de León
- Diego de León Calle de Diego de León, 69
- Francisco Silvela, pari Calle de Francisco Silvela, 56
- Francisco Silvela, dispari C/Francisco Silvela, 61 (rampa angolo con Calle de Diego de León)
- Francisco Silvela, pari Calle de Francisco Silvela, 54 (rampa)

Ingresso Juan Bravo
- Juan Bravo - Conde Peñalver: Calle de Juan Bravo, 52-55 (boulevard centrale)
- Juan Bravo - Alcántara: Calle de Juan Bravo, 69 (boulevard centrale)

Ingresso Alcántara
- Azcona Calle de Francisco Silvela, 34 (angolo con Calle de Azcona)  aperto dalle 6:00 alle 21:40
- Eraso Calle de Francisco Silvela, 40 (angolo con Calle de Eraso)  aperto dalle 6:00 alle 21:40
- Alcántara Calle de Francisco Silvela, 47 (angolo con Calle de Alcántara)

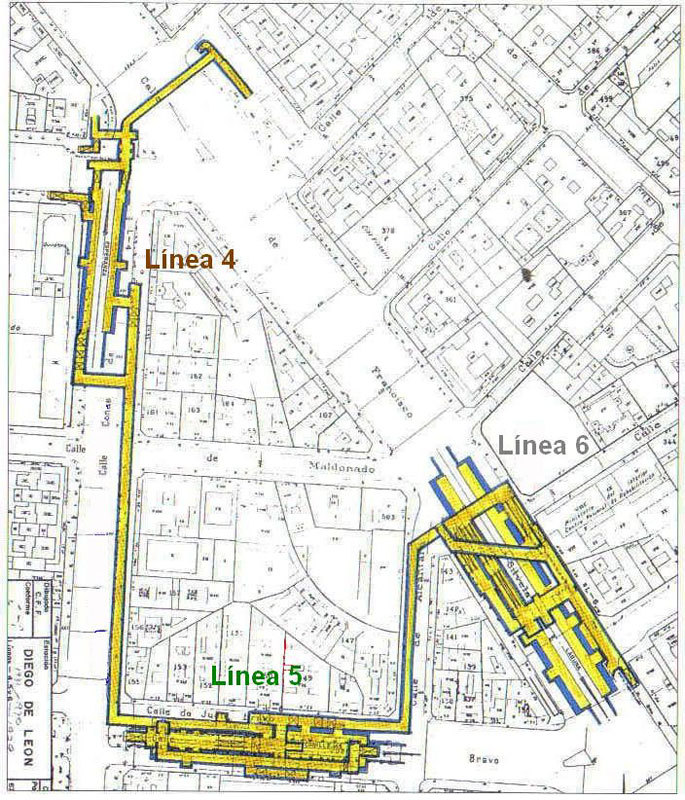
La stazione è divisa in 3 parti, tutte collegate tramite passaggi pedonali